# Eta-Lyriden
Bei den Eta-Lyriden handelt es sich um einen schwachen, von Mitteleuropa beobachtbaren Meteorstrom. Der Radiant liegt im östlichen Areal des Sternbildes Leier (lateinisch Lyra), etwa 12° östlich seines sehr hellen Hauptsterns Wega.
Der Mutterkörper der Eta-Lyriden ist der Komet C/1983 H1, der im Mai 1983 nahe an der Erde vorbeizog und nach seinen Entdeckern auch Komet IRAS-Araki-Alcock heißt. Im Jahr seines Erscheinens wurden Meteore der Eta-Lyriden von mehreren Beobachtungsgruppen beobachtet, wobei die höchste registrierte ZHR bei 5,1 Meteoren pro Stunde lag.
Zwei Wochen vor den Eta-Lyriden tritt der wesentlich stärkere, schon seit der Antike bekannte Meteorstrom der Lyriden auf, dessen Ursprungskomet jedoch der 1861 entdeckte C/1861 G1 (Thatcher) ist.